# Lee Young-soon
Lee Young-soon  (* um 1945) ist eine ehemalige Badmintonspielerin aus Südkorea.

## Karriere
Lee war im Badminton die erste Südkoreanerin, welche international erfolgreich war. Sie gewann bei der Asienmeisterschaft 1969 Gold im Damendoppel mit Kang Young-sin. Von 1965 bis 1969 wurde sie neunmal südkoreanische Meisterin.